# Ellenton (Florida)
Ellenton ist  ein census-designated place (CDP) im Manatee County im US-Bundesstaat Florida mit 4.129 Einwohnern (Stand: 2020). 

## Geographie
Ellenton liegt am Nordufer des Manatee River und grenzt direkt an die Städte Palmetto und Bradenton. Der CDP wird von der Interstate 75 und dem U.S. Highway 301 durchquert bzw. tangiert und liegt etwa 50 km südlich von Tampa.

## Demographische Daten
Laut der Volkszählung 2010 verteilten sich die damaligen 4275 Einwohner auf 1882 Haushalte. Die Bevölkerungsdichte lag bei 450,0 Einw./km². 68,5 % der Bevölkerung bezeichneten sich als Weiße, 6,9 % als Afroamerikaner, 0,4 % als Indianer und 0,9 % als Asian Americans. 20,9 % gaben die Angehörigkeit zu einer anderen Ethnie und 2,3 % zu mehreren Ethnien an. 31,0 % der Bevölkerung bestand aus Hispanics oder Latinos.
Im Jahr 2010 lebten in 31,3 % aller Haushalte Kinder unter 18 Jahren sowie 35,6 % aller Haushalte Personen mit mindestens 65 Jahren. 68,0 % der Haushalte waren Familienhaushalte (bestehend aus verheirateten Paaren mit oder ohne Nachkommen bzw. einem Elternteil mit Nachkomme). Die durchschnittliche Größe eines Haushalts lag bei 2,52 Personen und die durchschnittliche Familiengröße bei 2,97 Personen.
26,0 % der Bevölkerung waren jünger als 20 Jahre, 26,8 % waren 20 bis 39 Jahre alt, 21,6 % waren 40 bis 59 Jahre alt und 25,4 % waren mindestens 60 Jahre alt. Das mittlere Alter betrug 37 Jahre. 49,4 % der Bevölkerung waren männlich und 50,6 % weiblich.
Das durchschnittliche Jahreseinkommen lag bei 34.561 $, dabei lebten 36,8 % der Bevölkerung unter der Armutsgrenze.
Im Jahr 2000 war Englisch die Muttersprache von 91,31 % der Bevölkerung und spanisch sprachen 8,61 %.

## Sehenswürdigkeiten
Am 12. August 1970 wurde das Robert Gamble House in das National Register of Historic Places eingetragen.